# Пас де ла Каса
Пас де ла Каса (кат. El Pas de la Casa) је град у Андори.

## Галерија
Налази се у жупи Енкамп. Град је смештен на самој граници са Француском. Налази се на Пиринејима, на висини од 2408 m.

## Туризам
Веома је важно туристичко место у држави. Прва жичара је отворена 1957. године. Највиша тачка насеља се налази на 2.460 m надморске висине. Највише га посећују туристи из Уједињеног Краљевства и Ирске, као и из Француске и Шпаније.
Званични језик је каталонски, мада многи говоре и француски.

## Галерија
- Поглед на туристички комплекс
- Жичара